# Justificatif de domicile
Un justificatif de domicile est un document permettant de justifier de l’adresse d’une personne physique ou morale,. 
Il peut être demandé par les administrations, les établissements bancaires ou autres organismes privés. Et selon les cas il peut être demandé que le justificatif en question ait moins d’un an, six ou trois mois. 
En France, l'article R-113-8 du code des relations entre le public et l'administration dresse la liste limitative des cas où un justificatif de domicile est obligatoire.

## Nature des documents
- Facture récente d'eau, d'électricité, de gaz, d'ordures ménagères, d'opérateur de télévision, de téléphone fixe ou mobile[4].
- Certificat d'imposition ou de non imposition.
- Quittance d'assurance ou de mutuelle.
- Titre de propriété, contrat de location ou quittance de loyer.
- Kbis pour les entreprises.
- Document de la CAF, de l'assurance maladie, de l'assurance retraite, de mutuelle et de Pôle Emploi[5].
- Bulletin de salaire.
- Relevé bancaire et d'organisme de crédit.
- Attestation d'hébergement, éventuellement accompagnée de la pièce d'identité de l'hébergeur, de son justificatif de domicile et parfois d'un document au nom et à l'adresse de l'hébergé.
- Attestation d'élection de domicile obtenue auprès d'un CCAS ou un CIAS ou auprès d'un organisme agréé par le préfet du département.
- Certificat d'immatriculation.

## En Belgique
En Belgique, c'est l'administration communale qui va vérifier qu'une personne habite bien dans sa résidence principale. Typiquement, un agent de quartier vient constater que l'habitat est effectif.